# Heterophasia
Genre
Le genre Heterophasia comprend 7 espèces de sibias, passereaux de la famille des Leiothrichidae.

## Liste des espèces
D'après la classification de référence (version 10.1, 2020) du Congrès ornithologique international (ordre phylogénique) :
- Heterophasia desgodinsi – Sibia de Desgodins
- Heterophasia gracilis – Sibia grise
- Heterophasia pulchella – Sibia superbe
- Heterophasia capistrata – Sibia casquée
- Heterophasia auricularis – Sibia de Taïwan
- Heterophasia picaoides – Sibia à longue queue
- Heterophasia melanoleuca – Sibia à tête noire